# 車中泊
車中泊（しゃちゅうはく）は、自動車または電車内で夜を過ごすこと。
「車中泊」の定義は団体や媒体などでばらつきがあり定まっていないが、本項目では多くの媒体で解されている「通常移動手段として用いている自動車や鉄道車両を宿泊施設の代替として用いてそこで就寝する」事例について記すこととし、車内での一時的な休憩や仮眠、あるいは車両自体が固定されており宿泊施設として取り扱われているもの（SLホテル・列車ホテルなど）については本項目では取り扱わない。

## 言語
日本語に関しては定義のとおり。初出は不明。
英語（事実上の国際共通語）では、"stay in a vehicle" が、おおよそながら対訳語といってよい。また、"spending the night in a vehicle" という言い回しは「（陸上輸送用の）乗り物の中で一晩を過ごすこと」、すなわち「車中泊」という意味になる。"vehicle（ヴィークル）" は「陸上の輸送用の、車輪がついた乗り物」全般を表す語であるため、この部分を各種の乗り物を表す語 (train, car, my car, bus, etc.) に換えることで特定化できる。
中国語では「在車上過夜（簡体字：在车上过夜）」といい、英語と同様、「車」は「火車（和訳：汽車）」「電車（和訳：電車）」「汽車（和訳：自動車）」「公共汽車（和訳：乗合自動車）」などに置き換え可能。

## 概要
大別すると、「自動車（自家用車・大型トラックなど）を駐車スペースに停めて、その車内で就寝する」ものと、「移動中の公共交通機関（列車・夜行バスなど）の車内で就寝する」ものに分けられる。
前者の場合は、自家用車の場合は基本的には駐車場などに駐車して行われている。自動車での車中泊は、自動車での旅行や、災害などで住居を失った場合の車上生活などの形態として見られる。
後者の場合は、ほぼ同等のものに、船で旅をしつつ船内で泊まること、つまり「船内泊」や、飛行機で旅をしつつ飛行機内で泊まること、つまり「機内泊」などがある。なお、列車が事故や災害などで運行休止を余儀なくされ、道中の駅または線路上に停車中の車内で一夜を明かすことも「車中泊」と表現することがある。

## 自動車

### 旅行行程での車中泊
自身が所有する自家用車（乗用車やワンボックスカー・ステーションワゴンなど）に寝具を用意し、或いはあらかじめ寝具がセットされたキャンピングカーの車内で就寝するものである。
旅行等での行程上の車中泊にはメリットとデメリットがある。
メリット
- 1日の時間を有効利用できる。
- 宿泊費を節約できる。
- 柔軟にスケジュールを組み立てることができる。
- 渋滞など混雑を回避しやすい。

デメリット
- ぐっすりと眠れず快適な睡眠をとりにくい人もいる。
- 設備面（トイレ等）が十分とは言えない場合がある。
- 寒暖の点で対策が必要である。
- 人数が多い場合は不向きである。

自家用車の場合、シートを倒すなどして車内に水平面をつくり、そこに布団や寝袋などの寝具を置いて就寝する。外光が入り込まないように窓ガラスにシートなどで目隠しをすること、車内灯具を用意することも推奨される。
車中泊のために車両を停める場所として想定されうるのが一般道路上の道の駅や高速道路上のサービスエリア (SA)・パーキングエリア (PA)、あるいは専用に整備されたオートキャンプ場などであるが、そもそも道の駅やSA・PAで認められているのはあくまでも「（安全運転のための）仮眠、もしくは長時間の休憩」のみであり、そこで車中泊を行うことは「仮眠の延長」程度までであれば認められているともいえるものの、道の駅やSA・PAなどで明確に宿泊を目的とした駐車（日中にまたがる長時間の駐車や連泊、駐車枠を複数台分使用した駐車など）あるいは施設を利用した炊事やゴミ・汚水の処理などを行うことは、施設管理者や周囲の車両とのトラブルの原因ともなり、マナー違反とされている。実際、国土交通省道路局の「道の相談室」では、「『道の駅』駐車場での車中泊は可能ですか？」との問いに対し「駐車場など公共空間で宿泊目的の利用はご遠慮いただいています」と明言している。こういった状況を受け、キャンピングカーに関する活動を行っている一般社団法人日本RV協会では、連泊など長期滞在を容認し、電源やトイレ、ゴミ処理施設などが整備された駐車スペースを「RVパーク」として認定する活動を行っている。

### 災害時の車中泊
災害時に家屋損傷などの理由で自宅での寝泊まりが困難になった場合、やむを得ず自家用車で車中泊を行うことがある。かねてより家屋損傷が大規模に発生した地震災害（阪神・淡路大震災や新潟県中越地震など）の際にも見られたが、災害対策基本法においては避難の形態としての車中泊は想定されていなかった。
しかし2016年（平成28年）の熊本地震の際、余震の継続を理由に自宅に被害がなくとも避難した住民が殺到したこと、さらには避難所の耐震性への不安やプライバシーの問題などから半ばやむを得ず車中泊を選択するものが少なからずおり、長期間の車中泊を続ける人たちの中に静脈血栓塞栓症（エコノミークラス症候群）が多発し、それに起因するとみられる死亡者（災害関連死）が発生して社会問題とされた。
これについて、衆議院議員の井坂信彦の提出した質問主意書に対する政府答弁書（平成28年6月7日受領答弁第309号）においでは、災害時に自動車内に（車中泊により）避難した者を「車中避難者」と位置づけ、災害対策基本法第86条の7の「やむを得ない理由により避難所に滞在することができない被災者」に該当するとして、同法に基づき必要な生活関連物資の配布、保健医療サービスの提供、情報の提供その他これらの者の生活環境の整備に必要な措置を講ずるよう努めなければならないとの見解を示している。これと前後して、政府では車中避難者に対する新たな指針などを策定する検討に入った。
日産自動車とオーテックジャパンは車中泊避難やレジャーなどの需要に対応する為、NV200バネットをベースとした車中泊仕様車を発売、2020年2月にはミニバンの5代目セレナをベースとした車両を発売した。
2020年に入ると、新型コロナウイルス感染症の拡大により、避難所での「3つの密」への不安から車中泊による避難が注目されており、実際に車中泊による避難を想定した訓練も行われている。企業の事業継続の観点からも注目されていて、従業員や家族が企業の駐車場を車中泊の避難場所として活用し、行政も支援物資の配給や健康指導などを行う取り組みも三重県桑名市で始まっている。

## 鉄道

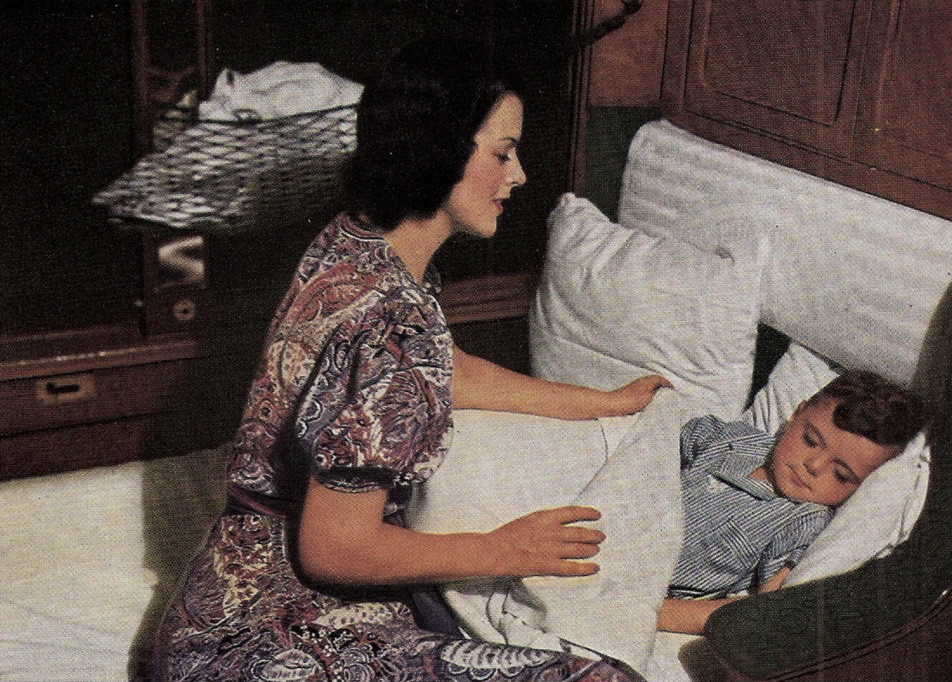
列車の寝台での車中泊／アメリカ南西部の鉄道旅行を宣伝する1939年のパンフレットに掲載された写真。

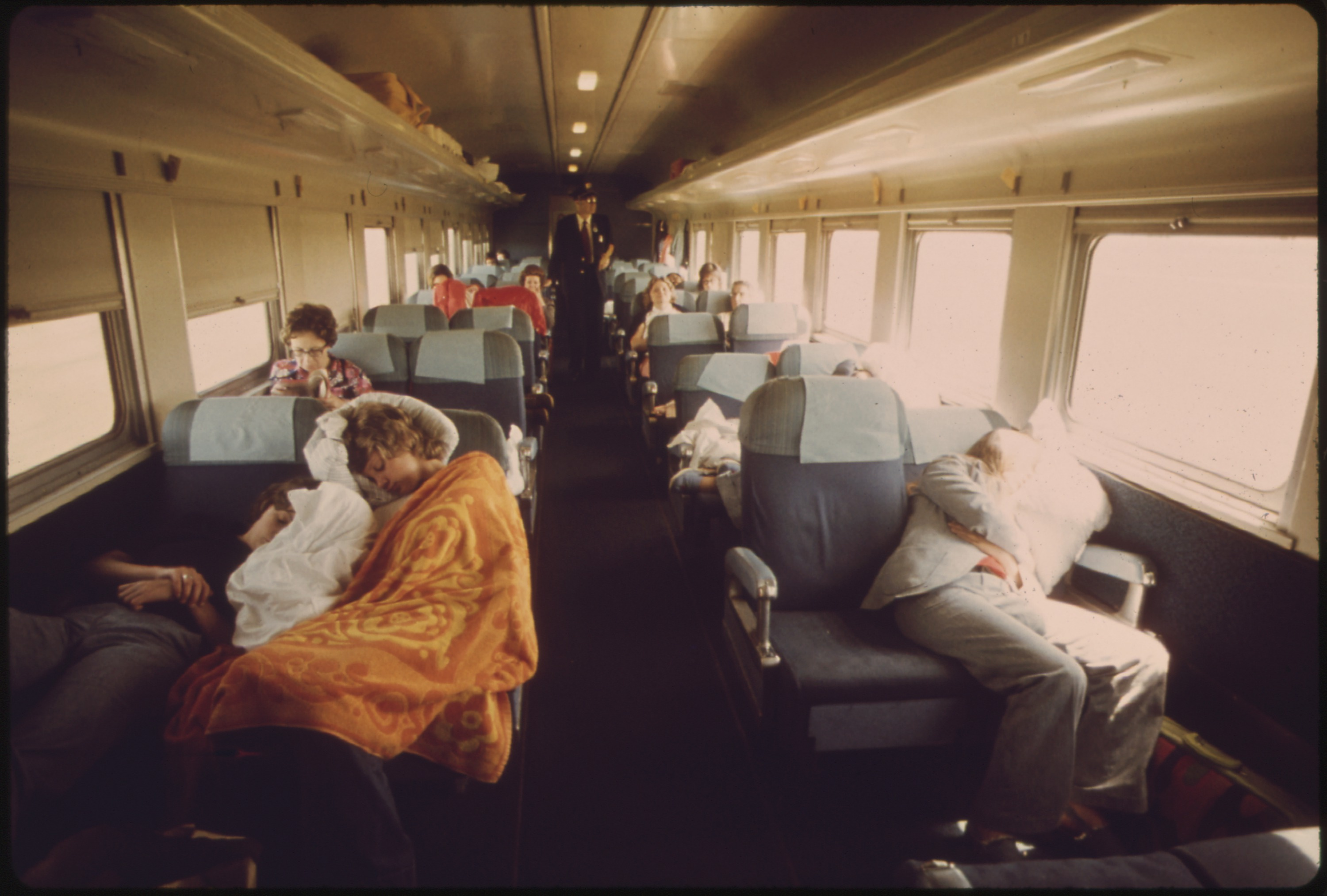
通常の座席で車中泊をする人々／アメリカ北西部の列車内にて、1974年撮影。

### 日本
日本語では、夜行列車の乗客が、鉄道車両の客車の座席または寝台で寝泊まりすることも「車中泊」という。言葉の普及についてはともかくも、行われる事柄としては、交通史に照らせばこちらのほうが早い。
日本において、旧国鉄時代「修学旅行集約輸送臨時列車」が設定されていた頃には、運輸省（現・国土交通省）により修学旅行における鉄道利用において「車中泊は一泊に限る」という制約が設けられていたようである。なお、昭和天皇は、第二次世界大戦後の混乱期の最中にあった1946年（昭和21年）から復興期に入った1955年（昭和30年）までの足掛け9年に亘って全国各地を巡幸しているが、これによって昭和天皇は車中泊を行った最初の天皇となった。
のちの時代ほどには高速道路網および高速バスがまだまだ発達しきっていなかった1970年代から1980年代にかけては、日本国内で夜行列車が盛んに運用されていたが、学生を中心とした若い鉄道ファンが宿代節約の域を超えて意図的に夜行列車の連続車中泊記録を競うことがあり、当時発売されていた「有効期間が長く、広域で急行列車乗り放題」の周遊券（均一周遊乗車券）を利用して「10連泊、15連泊は当たり前」という過酷な旅を行っていた。その極致と言える最長記録は、当時大阪府豊中市に在住していた男性が、1985年（昭和60年）4月5日から同年11月13日までかけて日本各地を周遊して達成した「222連泊」である。